# Maud Mangold
Maud Mangold, född 1954, är en svensk författare och översättare av barn- och ungdomsböcker.
Hon växte upp i Södermanland men bor numera i Mölndal. Hon tilldelades 2009 Svensk Biblioteksförenings Nils Holgersson-plakett för boken Pärlor till pappa. Maud Mangold har disputerat i ämnet psykologi 1991 med avhandlingen Adaptation to acquired hearing loss : the handicap experience and its determinants. I sitt vetenskapliga arbete använder hon sig av namnet Maud Eriksson-Mangold. I sin forskning har hon främst berört frågor om anpassning och hörselskador. Hon är gift med uppfinnaren Stephan Mangold.

## Priser och utmärkelser
Nils Holgersson-plaketten 2009 för Pärlor till pappa.
Juryns motivering: ”I Pärlor till pappa har Maud Mangold i samarbete med illustratören Sassa Buregren skapat en berättelse som har det underliggande temat ”en förälder som sitter i fängelse”. Hon behandlar ett svårt ämne som stämmer till eftertanke med sparsmakade reflektioner utifrån en individ i underläge. Barnet uttrycker hopp och förtvivlan i sina försök att nå pappan som försvunnit. När pärlorna symboliskt träs till ett halsband och resan används som motiv, där mörkret föregår ljuset, skapas ett sagoskimmer som pekar på ett möjligt lyckligt slut. Skuldfrågan bleknar bort i skuggan av varma kramar under det korta mötet. Pärlor till Pappa är en riktig pärla i sig”.

### BokserienLandet innanför
- Glaspärleresan (1999)
- Mahognyögat (2000)
- Kopparnyckeln (2001)
- Kristallballongen (2002)
- Fågelhjärtat (2003)

### Böckerna om Vilma
- Vilma i vättarnas värld (2009)
- Vilma och regnbågsfjädrarna (2010)
- Vilma och guldkulan (2012)

### BokserienSkuggspelet
- Ängeln utan vingar (2016)
- Dimmornas dal (2016)
- Skuggrikets portar (2017)

### BokserienSpegelspelet
Utspelar sig i samma värld som serien Skuggspelet. 
- Drottningens återkomst (2018)
- Magnoliaskogen (2019)

### BokserienTidens väv
Skriven tillsammans med Kerstin Lundberg Hahn.  
- Kolvinge (2019)
- Valablod (2020)

### Övriga böcker
- Andarna dansar (2004)
- Klarhetens låga (2005)
- Nattens drottning (2006)
- Dödgrävarens gåva (2006)
- Spåkvinnans lärling (2007)
- Smugglarens hemlighet (2007)
- Trutsommar (2008)
- Pärlor till pappa (2008)
- Kokongs långa resa (2011)
- Fabian och Karamellhäxan (2011)
- Svart glas (2012)
- Miranda och sjörövarkatten (2015)